# The Strain
The Strain är en amerikansk TV-serie baserat på boktrilogin The Strain (bok), The Fall och The Night Eternal. Böckerna och serien skapades av Guillermo del Toro och Chuck Hogan. Den hade premiär i USA den 13 juli på FX (TV-kanal) och svensk premiär den 16 januari 2015 på TV6.